# Geovani Faria da Silva
Geovani Faria da Silva (nacido el 6 de abril de 1964 en Vitória), conocido como Geovani Silva o simplemente Geovani, es un exfutbolista y político brasileño que se desempeñaba en la posición de mediocampista.
Comenzó su carrera deportiva a los 16 años en el Desportiva Ferroviária de Espírito Santo. En 1983 fue transferido al Vaso da Gama donde se hizo conocido jugando a la par de futbolistas del calibre de Romário y Roberto Dinamite. Representó a la selección brasileña sub-20 en la Copa Mundial de Fútbol Sub-20 de 1983, competición en la que se consagró como el máximo goleador, fue elegido como el mejor jugador y, además, anotó el único gol en la final que le dio el primer título mundial a su país en la categoría.
Participó en 23 partidos de la selección brasileña anotando 5 goles entre mayo de 1985 y septiembre de 1991, fue parte del equipo que ganó la Copa América en 1989, también fue miembro de la selección brasileña en los Juegos Olímpicos de Verano de 1988, ganando una medalla de plata.
Entre 1989 y 1991 jugó en Europa en el Bologna F.C. 1909 de Italia y el Karlsruher SC de Alemania, antes de regresar a Vasco da Gama. El resto de su carrera jugó en varios clubes brasileños, ABC, Serra, Rio Branco, Tupy y Vilavelhense, con un breve paso por los Tigres UANL de México. Terminó su carrera en 2002.
En 2002 fue electo como diputado estatal en su natal Espírito Santo, para el periodo 2003-2007.

## Clubes
| Club                       | País     | Año       |
| -------------------------- | -------- | --------- |
| Desportiva Ferroviária     | Brasil   | 1980–1982 |
| CR Vasco da Gama           | Brasil   | 1982–1989 |
| Bologna Football Club 1909 | Italia   | 1989–1991 |
| Karlsruher SC              | Alemania | 1991      |
| CR Vasco da Gama           | Brasil   | 1991–1993 |
| Tigres de la UANL          | México   | 1993–1994 |
| CR Vasco da Gama           | Brasil   | 1995      |
| XV de Jaú                  | Brasil   | 1996      |
| ABC FC                     | Brasil   | 1996      |
| Rio Branco Atlético Clube  | Brasil   | 1997      |
| Desportiva Ferroviária     | Brasil   | 1998–1999 |
| Serra Futebol Clube        | Brasil   | 1999      |
| Rio Branco Atlético Clube  | Brasil   | 1999      |
| Desportiva Ferroviária     | Brasil   | 2000      |
| Tupy                       | Brasil   | 2001      |
| Vilavelhense               | Brasil   | 2001–2002 |

## Palmarés

### Títulos estatales
| Título              | Club                   | Estado         | Año  |
| ------------------- | ---------------------- | -------------- | ---- |
| Campeonato Capixaba | Desportiva Ferroviária | Espírito Santo | 1980 |
| Campeonato Carioca  | CR Vasco da Gama       | Río de Janeiro | 1982 |
| Campeonato Carioca  | CR Vasco da Gama       | Río de Janeiro | 1987 |
| Campeonato Carioca  | CR Vasco da Gama       | Río de Janeiro | 1988 |
| Campeonato Carioca  | CR Vasco da Gama       | Río de Janeiro | 1992 |
| Campeonato Carioca  | CR Vasco da Gama       | Río de Janeiro | 1993 |
| Campeonato Capixaba | Desportiva Ferroviária | Espírito Santo | 2000 |

### Títulos internacionales
| Título                          | Club                       | Sede    | Año  |
| ------------------------------- | -------------------------- | ------- | ---- |
| Copa Mundial Sub-20             | Selección de Brasil Sub-20 | México  | 1983 |
| Torneo Preolímpico Sudamericano | Selección de Brasil Sub-23 | Bolivia | 1987 |
| Juegos Olímpicos                | Selección de Brasil Sub-23 | Seúl    | 1988 |
| Copa América                    | Selección de Brasil        | Brasil  | 1989 |

### Distinciones individuales
| Distinción                      | Año  |
| ------------------------------- | ---- |
| Balón de Oro del Mundial Sub-20 | 1983 |
| Bota de Oro del Mundial Sub-20  | 1983 |
| Equipo Ideal de América         | 1988 |